# Andrzej Makarewicz
Andrzej Makarewicz (ur. 14 stycznia 1935 w Warszawie, zm. 10 lutego 2023) – polski prawnik, dyplomata, specjalista w zakresie prawa traktatowego.

## Życiorys
Andrzej Makarewicz w 1952 ukończył Liceum Ogólnokształcące im. Adama Mickiewicza w Warszawie. Należał do Związku Młodzieży Polskiej. Następnie był urzędnikiem w Wojskowym Przedsiębiorstwie Budowlanym nr 6 oraz pracownikiem laboratorium w Instytucie Farmacji w Warszawie. W 1953 rozpoczął studia prawnicze na Uniwersytecie Warszawskim. W 1957 uzyskał tytuł magistra prawa. W 1957 został członkiem PZPR. Od sierpnia 1957 do września 1958 pracownik Komisji Zagranicznej Rady Naczelnej Zrzeszenia Studentów Polskich w Warszawie. We wrześniu 1958 rozpoczął pracę w Ministerstwie Spraw Zagranicznych. W 1960 został lektorem Komitetu Warszawskiego PZPR. Był także członkiem Komitetu Zakładowego przy MSZ oraz egzekutywy OOP PZPR przy MSZ. Od sierpnia 1964 do czerwca 1965 doradca prawny w Delegacji Polskiej do Międzynarodowej Komisji Nadzoru i Kontroli w Wietnamie. Od listopada 1966 do czerwca 1973 pełnił funkcję naczelnika Wydziału Procedury Traktatowej w Departamencie Prawno-Traktatowym MSZ, a następnie radca ministra w DPT MSZ. W 1971 ukończył podyplomowe studium międzynarodowych stosunków gospodarczych przy Wydziale Handlu Zagranicznego w Szkole Głównej Planowania i Statystyki w Warszawie, a w 1973 podyplomowe studium służby zagranicznej na Wydziale Nauk Społecznych Wyższej Szkoły Nauk Społecznych przy KC PZPR. Od stycznia 1974 do listopada 1976 pracował jako radca w Ambasadzie w Teheranie. W następnych latach, m.in. radca (ok. 1977) oraz wicedyrektor DPT MSZ (ok. 1997) oraz wicedyrektor sekretariatu Organizacji Narodów Zjednoczonych w Nowym Jorku.
Odznaczony Złotym Krzyżem Zasługi oraz Krzyżem Oficerskim Orderu Odrodzenia Polski (2005).
Mąż Alicji Werner-Makarewicz. Ojciec Łukasza i Tomasza. Pochowany na cmentarzu ewangelicko-augsburskim w Warszawie.